# Mariano Alberto Gutiérrez
Mariano Alberto Gutiérrez  (Santa Fe, 17 de julio de 1978 - Buenos Aires, 26 de enero de 2008) fue un portero  del Club Social y Deportivo San Martín (club militante en Primera C del fútbol argentino). 
El guardameta había jugado un partido amistoso ante Club Social y Cultural Deportivo Laferrere y ese mismo día se ahorcó en su casa, alrededor de las 10 de la noche (22:00). El futbolista tenía 29 años y sus restos fueron velados en la sede del club de Burzaco.
En su última temporada (2007-2008) participó en 16 encuentros de liga, recibiendo 23 goles.

## Trayectoria
Comenzó su carrera formándose en la cantera del Club Ferro Carril Oeste. Más tarde, tuvo un paso por Argentino de Quilmes, en la Primera B del fútbol argentino, pero donde se consolida como profesional es en el Club Social y Deportivo San Martín donde jugó sus últimas 5 temporadas, donde se convirtió en un jugador muy querido por la hinchada del club de Burzaco. 

## Suicidio
Mariano Gutiérrez se quitó la vida el sábado 26 de enero de 2008 cerca de las 22 hs. En su propio domicilio y tras un altercado familiar, tomó la decisión de ahorcarse al no poder superar un fuerte estado depresivo. Tenía 29 años.